# Liste des chansons de Madonna

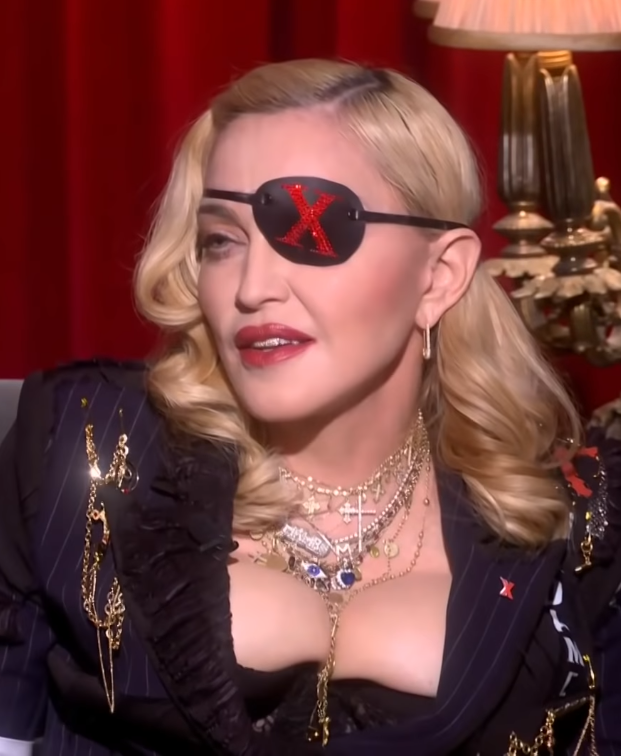
Madonna lors d'une interview sur MTV, pour la promotion de son single Medellín, en 2019.

La liste des chansons enregistrées par Madonna contient toutes les chansons connues enregistrées par l'auteure-compositrice-interprète américaine Madonna. Ces chansons sont comprises dans plusieurs albums studios, EP et singles.
- Haut – A
- B
- C
- D
- E
- F
- G
- H
- I
- J
- K
- L
- M
- N
- O
- P
- Q
- R
- S
- T
- U
- V
- W
- X
- Y
- Z
- 0-9

## Chansons
| † | Chanson sortie en single              |
| # | Chanson sortie en single promotionnel |
| ‡ | Chanson écrite uniquement par Madonna |

### 0-9
| Chanson     | Autres interprètes             | Auteur(s)                                      | Album      | Année | Réf(s). |
| ----------- | ------------------------------ | ---------------------------------------------- | ---------- | ----- | ------- |
| 4 Minutes † | Justin Timberlake et Timbaland | Madonna Timbaland Justin Timberlake Nate Hills | Hard Candy | 2008  |         |

### A
| Chanson                                                   | Autres interprètes | Auteur(s)                                                          | Album                     | Année | Réf(s). |
| --------------------------------------------------------- | ------------------ | ------------------------------------------------------------------ | ------------------------- | ----- | ------- |
| Act of Contrition                                         | —                  | Madonna Patrick Leonard                                            | Like a Prayer             | 1989  |         |
| The Actress Hasn't Learned the Lines (You'd Like to Hear) | Antonio Banderas   | Tim Rice Andrew Lloyd Webber                                       | Evita                     | 1996  |         |
| Addicted                                                  | —                  | Madonna Avicii Arash Pournouri Carl Falk Rami Yacoub Savan Kotecha | Rebel Heart               | 2015  |         |
| Ain't No Big Deal                                         | —                  | Stephen Bray                                                       | Face B de True Blue       | 1986  |         |
| Amazing #                                                 | —                  | Madonna William Orbit                                              | Music                     | 2000  |         |
| American Life †                                           | —                  | Madonna Mirwais Ahmadzaï                                           | American Life             | 2003  |         |
| American Pie †                                            | —                  | Don McLean                                                         | The Next Best Thing Music | 2000  |         |
| Angel †                                                   | —                  | Madonna Stephen Bray                                               | Like a Virgin             | 1984  |         |
| Auto-Tune Baby                                            | —                  | Madonna Diplo Mike Dean Kanye West Tommy Brown                     | Rebel Heart               | 2015  |         |

### B
| Chanson                             | Autres interprètes           | Auteur(s)                                                                                      | Album                                                     | Année | Réf(s). |
| ----------------------------------- | ---------------------------- | ---------------------------------------------------------------------------------------------- | --------------------------------------------------------- | ----- | ------- |
| B-Day Song                          | M.I.A.                       | Madonna Martin Solveig Maya Arulpragasam                                                       | MDNA                                                      | 2012  |         |
| Back in Business                    | —                            | Madonna Patrick Leonard                                                                        | I'm Breathless                                            | 1990  |         |
| Back That Up to the Beat            | —                            | Madonna Brittany Hazzard Pharrell Williams                                                     | Madame X                                                  | 2019  |         |
| Bad Girl †                          | —                            | Madonna Shep Pettibone Anthony Shimkin                                                         | Erotica                                                   | 1992  |         |
| Batuka                              | —                            | Madonna David Banda Mirwais Ahmadzaï                                                           | Madame X                                                  | 2019  |         |
| Be Careful (Cuidado Con Mi Corazón) | Ricky Martin                 | Madonna William Orbit                                                                          | Ricky Martin                                              | 1999  |         |
| The Beast Within                    | —                            | Madonna William Orbit                                                                          | Face B du maxi single Justify My Love                     | 1990  |         |
| Beat Goes On                        | Kanye West Pharrell Williams | Madonna Pharrell Williams Kanye West                                                           | Hard Candy                                                | 2008  |         |
| Beautiful Killer                    | —                            | Madonna Martin Solveighs Michael Tordjman                                                      | MDNA                                                      | 2012  |         |
| Beautiful Scars                     | —                            | Madonna Rick Nowels DJ Dahi Michael Tucker                                                     | Rebel Heart                                               | 2015  |         |
| Beautiful Stranger †                | —                            | Madonna William Orbit                                                                          | Austin Powers 2 : L'Espion qui m'a tirée                  | 1999  |         |
| Bedtime Story †                     | —                            | Nellee Hooper Björk Marius de Vries                                                            | Bedtime Stories                                           | 1994  |         |
| Best Friend                         | —                            | Madonna Alle Benassi Benny Benassi                                                             | MDNA                                                      | 2012  |         |
| Best Night                          | —                            | Madonna Diplo MoZella Toby Gad Jimmy Napes Andrew Swanson                                      | Rebel Heart                                               | 2015  |         |
| Bitch I'm Madonna †                 | Nicki Minaj                  | Madonna Diplo MoZella Toby Gad Ariel Rechtshaid Nicki Minaj Sophie                             | Rebel Heart                                               | 2015  |         |
| Bitch I'm Loca                      | Maluma                       |                                                                                                | Madame X                                                  | 2019  |         |
| Bittersweet                         | —                            | Rumi Deepak Chopra                                                                             | A Gift Of Love - Music Inspired By The Love Poems Of Rumi | 1998  |         |
| Body Shop                           | —                            | Madonna MoZella Toby Gad Symbolic One DJ Dahi Michael Tucker (en)                              | Rebel Heart                                               | 2015  |         |
| Borderline †                        | —                            | Reggie Lucas                                                                                   | Madonna                                                   | 1983  |         |
| Borrowed Time                       | —                            | Madonna Avicii Arash Pournouri Carl Falk Rami Yacoub Savan Kotecha DJ Dahi Michael Tucker (en) | Rebel Heart                                               | 2015  |         |
| Broken #                            | —                            | Madonna Paul Oakenfold Ian Green Ciaran Gribbin                                                | —                                                         | 2010  |         |
| Buenos Aires                        | —                            | Tim Rice Andrew Lloyd Webber                                                                   | Evita                                                     | 1996  |         |
| Burning Up †                        | —                            | Madonna ‡                                                                                      | Madonna                                                   | 1983  |         |
| Bye Bye Baby †                      | —                            | Madonna Shep Pettibone Anthony Shimkin                                                         | Erotica                                                   | 1992  |         |

### C
| Chanson                                   | Autres interprètes                         | Auteur(s)                                       | Album           | Année | Réf(s). |
| ----------------------------------------- | ------------------------------------------ | ----------------------------------------------- | --------------- | ----- | ------- |
| Candy Perfume Girl                        | —                                          | Madonna William Orbit Susannah Melvoin          | Ray of Light    | 1998  |         |
| Candy Shop                                | —                                          | Madonna Pharell Williams                        | Hard Candy      | 2008  |         |
| Can't Stop                                | —                                          | Madonna Stephen Bray                            | Who's That Girl | 1987  |         |
| Causing a Commotion †                     | —                                          | Madonna Stephen Bray                            | Who's That Girl | 1987  |         |
| Celebration †                             | —                                          | Madonna Paul Oakenfold Ian Green Ciaran Gribbin | Celebration     | 2009  |         |
| Champagne Rosé                            | Quavo feat. Madonna et Cardi B             | Quavo Madonna Cardi B Murda Beatz Rasool Diaz   | Quavo Huncho    | 2018  |         |
| Charity Concert / The Art of the Possible | Jimmy Nail Jonathan Pryce Antonio Banderas | Tim Rice Andrew Lloyd Webber                    | Evita           | 1996  |         |
| Ciao Bella                                | —                                          | Madonna Mirwais Ahmadzaï                        | Madame X        | 2019  |         |
| Come Alive                                | —                                          | Madonna Starrah Jeff Bhasker                    | Madame X        | 2019  |         |
| Crave †                                   | Swae Lee                                   | Madonna Starrah Swae Lee                        | Madame X        | 2019  |         |
| Crazy                                     | —                                          | Madonna Starrah Jason Evigan                    | Madame X        | 2019  |         |
| Crazy for You †                           | —                                          | John Bettis Jon Lind                            | Vision Quest    | 1985  |         |
| Cherish †                                 | —                                          | Madonna Patrick Leonard                         | Like a Prayer   | 1989  |         |
| Crimes of Passion                         | —                                          | Madonna ‡                                       | Pre-Madonna     | 1997  |         |
| Cry Baby                                  | —                                          | Madonna Patrick Leonard                         | I'm Breathless  | 1990  |         |
| Cyber-Raga                                | —                                          | Madonna Talvin Singh                            | Music           | 2000  |         |

### D
| Chanson                             | Autres interprètes       | Auteur(s)                                                                                 | Album                             | Année | Réf(s). |
| ----------------------------------- | ------------------------ | ----------------------------------------------------------------------------------------- | --------------------------------- | ----- | ------- |
| Dance 2Night                        | —                        | Madonna Timbaland Justin Timberlake Hannon Lane                                           |                                   | 2008  |         |
| Dark Ballet #                       | —                        | Madonna Mirwais Ahmadzaï                                                                  | Madame X                          | 2019  |         |
| Dear Jessie †                       | —                        | Madonna Patrick Leonard                                                                   | Like a Prayer                     | 1989  |         |
| Deeper and Deeper †                 | —                        | Madonna Shep Pettibone Anthony Shimkin                                                    | Erotica                           | 1992  |         |
| Devil Pray                          | —                        | Madonna Avicii Arash Pournouri Carl Falk Rami Yacoub Savan Kotecha DJ Dahi Michael Tucker | Rebel Heart                       | 2015  |         |
| Devil Wouldn't Recognise You        | —                        | Madonna Timbaland Justin Timberlake Nate Hills Joe Henry                                  | Hard Candy                        | 2008  |         |
| Did You Do It?                      | Mark Goodman Dave Murphy | Madonna Andre Betts                                                                       | Erotica                           | 1992  |         |
| Die Another Day †                   | —                        | Madonna Mirwais Ahmadzaï                                                                  | Meurs un autre jour American Life | 2002  |         |
| Don't Cry for Me Argentina †        | —                        | Tim Rice Andrew Lloyd Webber                                                              | Evita                             | 1996  |         |
| Don't Stop                          | —                        | Madonna Dallas Austin Colin Wolfe                                                         | Bedtime Stories                   | 1994  |         |
| Don't Tell Me †                     | —                        | Madonna Mirwais Ahmadzaï Joe Henry                                                        | Music                             | 2000  |         |
| Don't You Know                      | —                        | Madonna ‡                                                                                 | Pre-Madonna                       | 1997  |         |
| Dress You Up †                      | —                        | Andrea LaRusso Peggy Stanziale                                                            | Like a Virgin                     | 1984  |         |
| Drowned World/Substitute for Love † |                          | Madonna William Orbit Rod McKuen Anita Kerr David Collins                                 | Ray of Light                      | 1998  |         |

### E
| Chanson                                  | Autres interprètes                         | Auteur(s)                              | Album         | Année | Réf(s). |
| ---------------------------------------- | ------------------------------------------ | -------------------------------------- | ------------- | ----- | ------- |
| Easy Ride                                | —                                          | Madonna Monte Pittman                  | American Life | 2003  |         |
| Erotica †                                | —                                          | Madonna Shep Pettibone Anthony Shimkin | Erotica       | 1992  |         |
| Eva and Magaldi / Eva Beware of the City | Jimmy Nail Antonio Banderas Julian Littman | Tim Rice Andrew Lloyd Webber           | Evita         | 1996  |         |
| Eva's Final Broadcast                    | —                                          | Tim Rice Andrew Lloyd Webber           | Evita         | 1996  |         |
| Everybody †                              | —                                          | Madonna ‡                              | Madonna       | 1983  |         |
| Express Yourself †                       | —                                          | Madonna Stephen Bray                   | Like a Prayer | 1989  |         |
| Extreme Occident                         | —                                          | Madonna Mirwais Ahmadzaï               | Madame X      | 2019  |         |

### F
| Chanson         | Autres interprètes | Auteur(s)                                                                          | Album                               | Année | Réf(s). |
| --------------- | ------------------ | ---------------------------------------------------------------------------------- | ----------------------------------- | ----- | ------- |
| Falling Free    | —                  | Madonna Laurie Mayer William Orbit Joe Henry                                       | MDNA                                | 2012  |         |
| Faz Gostoso     | Anitta             | Madonna Rodrigo Carmo Duarte Nuno Emanuel Oliveira Mateus Seabra Luíz Vieira Blaya | Madame X                            | 2019  |         |
| Fever †         | —                  | John Davenport Eddie Cooley                                                        | Erotica                             | 1992  |         |
| Fighting Spirit | —                  | Madonna Mirwais Ahmadzaï                                                           | Confessions on a Dance Floor        | 2005  |         |
| Forbidden Love  | —                  | Madonna Babyface                                                                   | Bedtime Stories                     | 1994  |         |
| Forbidden Love  | —                  | Madonna Mirwais Ahmadzaï                                                           | Confessions on a Dance Floor        | 2005  |         |
| Freedom         | —                  | Madonna Dallas Austin                                                              | Carnival! The Rainforest Foundation | 1997  |         |
| Frozen †        | —                  | Madonna Patrick Leonard                                                            | Ray of Light                        | 1998  |         |
| Funana          | —                  | Madonna Mirwais Ahmadzaï                                                           | Madame X                            | 2019  |         |
| Future †        | Quavo              | Madonna Diplo Starrah Quavo                                                        | Madame X                            | 2019  |         |
| Future Lovers   | —                  | Madonna Mirwais Ahmadzaï                                                           | Confessions on a Dance Floor        | 2005  |         |

### G
| Chanson                   | Autres interprètes | Auteur(s) | Album                                     | Année | Réf(s). |
| ------------------------- | ------------------ | --- | ----------------------------------------- | ----- | ------- |
| Gambler †                 | —                  | Madonna ‡ | Vision Quest                              | 1985  |         |
| Gang Bang                 | —                  | Madonna William Orbit Priscilla Hamilton Keith Harris Jean-Baptiste Mika Don Juan Demacio "Demo" Casanova Stephen Kozmeniuk | MDNA                                      | 2012  |         |
| Get Together †            | —                  | Madonna Anders Bagge Peer Åström Stuart Price                                                                               | Confessions on a Dance Floor              | 2005  |         |
| Ghosttown †               | —                  | Madonna Jason Evigan Sean Douglas Evan Bogart                                                                               | Rebel Heart                               | 2015  |         |
| Girl Gone Wild †          | —                  | Madonna Jenson Vaughan Alle Benassi Benny Benassi                                                                           | MDNA                                      | 2012  |         |
| Give It 2 Me †            | —                  | Madonna Pharrell Williams                                                                                                   | Hard Candy                                | 2008  |         |
| Give Me All Your Luvin' † | Nicki Minaj M.I.A. | Madonna Martin Solveig Nicki Minaj M.I.A. Michael Tordjman                                                                  | MDNA                                      | 2012  |         |
| God Control †             | —                  | Madonna Mirwais Ahmadzaï | Madame X                                  | 2019  |         |
| Gone                      | —                  | Madonna Damien LeGassick Nik Young                                                                                          | Music                                     | 2000  |         |
| Goodbye to Innocence      | —                  | Madonna Shep Pettibone | Just Say Roe                              | 1994  |         |
| Goodnight and Thank You   | Antonio Banderas   | Tim Rice Andrew Lloyd Webber                                                                                                | Evita                                     | 1996  |         |
| Graffiti Heart            | —                  | Madonna MoZella Toby Gad Symbolyc One                                                                                       | Rebel Heart                               | 2015  |         |
| Guilty by Association     | Joe Henry          | Vic Chesnutt | Sweet Relief II: Gravity of the Situation | 1996  |         |

### H
| Chanson             | Autres interprètes | Auteur(s) | Album                        | Année | Réf(s). |
| ------------------- | ------------------ | --- | ---------------------------- | ----- | ------- |
| Hanky Panky †       | —                  | Madonna Patrick Leonard | I'm Breathless               | 1990  |         |
| Has to Be           | Joe Henry          | Madonna Patrick Leonard William Orbit                                                                                      | Ray of Light                 | 1998  |         |
| Heartbeat           | —                  | Madonna Pharrell Williams                                                                                                  | Hard Candy                   | 2008  |         |
| HeartBreakCity      | —                  | Madonna Avicii Arash Pournouri Tobias Jimson Michel Flygare Paloma Stoecker Salem Al Fakir Magnus Lidehäll Vincent Pontare | Rebel Heart                  | 2015  |         |
| He's a Man          | —                  | Madonna Patrick Leonard | I'm Breathless               | 1990  |         |
| Hello and Goodbye   | —                  | Tim Rice Andrew Lloyd Webber                                                                                               | Evita                        | 1996  |         |
| Hey You †           | —                  | Madonna ‡ | —                            | 2007  |         |
| High Flying, Adored | Antonio Banderas   | Tim Rice Andrew Lloyd Webber                                                                                               | Evita                        | 1996  |         |
| History             | —                  | Madonna Stuart Price | Face B de Jump               | 2005  |         |
| Hold Tight †        | —                  | Madonna Diplo MoZella Toby Gad MNEK                                                                                        | Rebel Heart                  | 2015  |         |
| Holiday †           | —                  | Curtis Hudson Lisa Stevens                                                                                                 | Madonna                      | 1983  |         |
| Hollywood †         | —                  | Madonna Mirwais Ahmadzaï                                                                                                   | American Life                | 2003  |         |
| Holy Water          | —                  | Madonna Martin Kierszenbaum Natalia Kills Mike Dean Kanye West Tommy Brown                                                 | Rebel Heart                  | 2015  |         |
| How High            | —                  | Madonna Bloodshy & Avant Henrik Jonback                                                                                    | Confessions on a Dance Floor | 2005  |         |
| Human Nature †      | —                  | Madonna Dave Hall Shawn McKenzie Kevin McKenzie Michael Deering                                                            | Bedtime Stories              | 1994  |         |
| Hung Up †           | —                  | Madonna Stuart Price Benny Andersson Björn Ulvaeus                                                                         | Confessions on a Dance Floor | 2005  |         |

### I
| Chanson                          | Autres interprètes           | Auteur(s)                                                                      | Album                                                            | Année | Réf(s). |
| -------------------------------- | ---------------------------- | ------------------------------------------------------------------------------ | ---------------------------------------------------------------- | ----- | ------- |
| I Deserve It                     | —                            | Madonna Mirwais Ahmadzaï                                                       | Music                                                            | 2000  |         |
| I Don't Give A †                 | Nicki Minaj                  | Madonna Mirwais Ahmadzaï                                                       | MDNA                                                             | 2012  |         |
| I Don't Search I Find †          | —                            | Madonna Mirwais Ahmadzaï                                                       | Madame X                                                         | 2019  |         |
| I Fucked Up                      | —                            | Madonna Martin Solveig Julien Jabre                                            | MDNA                                                             | 2012  |         |
| I Know It                        | —                            | Madonna ‡                                                                      | Madonna                                                          | 1983  |         |
| I Love New York                  | —                            | Madonna Stuart Price                                                           | Confessions on a Dance Floor                                     | 2005  |         |
| I Rise #                         | —                            | Madonna Jason Evigan Starrah                                                   | Madame X                                                         | 2019  |         |
| I Want You #                     | Massive Attack               | Leon Ware T-Boy Ross                                                           | Something to Remember                                            | 1995  |         |
| I'd Be Surprisingly Good for You | Jonathan Pryce               | Tim Rice Andrew Lloyd Webber                                                   | Evita                                                            | 1996  |         |
| I'd Rather Be Your Lover         | Meshell Ndegeocello          | Madonna Dave Hall The Isley Brothers Chris Jasper                              | Bedtime Stories                                                  | 1994  |         |
| I'll Remember †                  | —                            | Madonna Patrick Leonard Richard Page                                           | Avec les félicitations du jury                                   | 1994  |         |
| I'm a Sinner                     | —                            | Madonna William Orbit Jean-Baptiste                                            | MDNA                                                             | 2012  |         |
| I'm Addicted                     | —                            | Madonna Alle Benassi Benny Benassi                                             | MDNA                                                             | 2012  |         |
| I'm Going Bananas                | —                            | Michael Kernan Andy Paley                                                      | I'm Breathless                                                   | 1990  |         |
| I'm So Stupid                    | —                            | Madonna Mirwais Ahmadzaï                                                       | American Life                                                    | 2003  |         |
| Iconic                           | Chance the Rapper Mike Tyson | Madonna MoZella Toby Gad Symbolic One Chance the Rapper DJ Dahi Michael Tucker | Rebel Heart                                                      | 2015  |         |
| If You Forget Me                 | —                            | Pablo Neruda                                                                   | Le facteur                                                       | 1995  |         |
| Illuminati                       | —                            | Madonna MoZella Toby Gad Symbolic One Mike Dean Kanye West Tommy Brown         | Rebel Heart                                                      | 2015  |         |
| Imagine                          | —                            | John Lennon                                                                    | I'm Going to Tell You a Secret                                   | 2006  |         |
| Impressive Instant #             | —                            | Madonna Mirwais Ahmadzaï                                                       | Music                                                            | 2000  |         |
| In This Life                     | —                            | Madonna Shep Pettibone                                                         | Erotica                                                          | 1992  |         |
| Incredible                       | —                            | Madonna Pharrell Williams                                                      | Hard Candy                                                       | 2008  |         |
| Inside of Me                     | —                            | Madonna Babyface                                                               | Bedtime Stories                                                  | 1994  |         |
| Inside Out                       | —                            | Madonna Jason Evigan Sean Douglas Evan Bogart Mike Dean                        | Rebel Heart                                                      | 2015  |         |
| Intervention                     | —                            | Madonna Mirwais Ahmadzaï                                                       | American Life                                                    | 2003  |         |
| Into the Groove †                | —                            | Madonna Stephen Bray                                                           | Recherche Susan désespérément Réédition de Like a Virgin en 1985 | 1985  |         |
| Into the Hollywood Groove        | Missy Elliott                | Madonna Mirwais Ahmadzaï Stephen Bray                                          | Remixed and Revisited                                            | 2004  |         |
| Isaac                            | —                            | Madonna Stuart Price                                                           | Confessions on a Dance Floor                                     | 2005  |         |
| It's So Cool                     | —                            | Madonna Mirwais Ahmadzaï Monte Pittman                                         | Celebration                                                      | 2009  |         |

### J
| Chanson           | Autres interprètes | Auteur(s)                             | Album                        | Année | Réf(s). |
| ----------------- | ------------------ | ------------------------------------- | ---------------------------- | ----- | ------- |
| Jimmy Jimmy       | —                  | Madonna Stephen Bray                  | True Blue                    | 1986  |         |
| Joan of Arc       | —                  | Madonna MoZella Toby Gad Symbolic One | Rebel Heart                  | 2015  |         |
| Jump †            | —                  | Madonna Joe Henry Stuart Price        | Confessions on a Dance Floor | 2005  |         |
| Justify My Love † | —                  | Madonna Lenny Kravitz Ingrid Chavez   | The Immaculate Collection    | 1990  |         |

### K
| Chanson                  | Autres interprètes | Auteur(s)                | Album         | Année | Réf(s). |
| ------------------------ | ------------------ | ------------------------ | ------------- | ----- | ------- |
| Keep It Together †       | —                  | Madonna Stephen Bray     | Like a Prayer | 1989  |         |
| Killers Who Are Partying | —                  | Madonna Mirwais Ahmadzaï | Madame X      | 2019  |         |

### L
| Chanson                                               | Autres interprètes     | Auteur(s)                                                                                       | Album                        | Année | Réf(s). |
| ----------------------------------------------------- | ---------------------- | ----------------------------------------------------------------------------------------------- | ---------------------------- | ----- | ------- |
| La isla bonita †                                      | —                      | Madonna Patrick Leonard Bruce Gaitsch                                                           | True Blue                    | 1986  |         |
| La Vie en rose                                        | —                      | Édith Piaf Louiguy                                                                              | Rebel Heart Tour             | 2015  |         |
| Lament                                                | Antonio Banderas       | Tim Rice Andrew Lloyd Webber                                                                    | Evita                        | 1996  |         |
| Laugh to Keep from Crying                             | —                      | Madonna ‡                                                                                       | Pre-Madonna                  | 1997  |         |
| Let Down Your Guard                                   | —                      | Madonna Dallas Austin                                                                           | Face B de Secret             | 1994  |         |
| Let It Will Be                                        | —                      | Madonna Mirwais Ahmadzaï Stuart Price                                                           | Confessions on a Dance Floor | 2005  |         |
| Levitating (The Blessed Madonna Remix)                | Dua Lipa Missy Elliott | Dua Lipa Clarence Coffee Jr. Sarah Hudson Stephen Kozmeniuk Madonna Missy Elliott               | Club Future Nostalgia        | 2020  |         |
| Like a Prayer †                                       | —                      | Madonna Patrick Leonard                                                                         | Like a Prayer                | 1989  |         |
| Like a Virgin †                                       | —                      | Tom Kelly Billy Steinberg                                                                       | Like a Virgin                | 1984  |         |
| Like It or Not                                        | —                      | Madonna Bloodshy & Avant Henrik Jonback                                                         | Confessions on a Dance Floor | 2005  |         |
| Little Star                                           | —                      | Madonna Rick Nowels                                                                             | Ray of Light                 | 1998  |         |
| Live to Tell                                          | —                      | Madonna Patrick Leonard                                                                         | True Blue                    | 1986  |         |
| Living for Love †                                     | —                      | Madonna Diplo MoZella Toby Gad Ariel Rechtshaid                                                 | Rebel Heart                  | 2015  |         |
| Lo Que Siente La Mujer (What It Feels Like for a Girl | —                      | Madonna Guy Sigsworth David Torn Alberto Ferraras                                               | Music                        | 2000  |         |
| Looking for Mercy                                     | —                      | Madonna Starrah                                                                                 | Madame X                     | 2019  |         |
| The Look of Love †                                    | —                      | Madonna Patrick Leonard                                                                         | Who's That Girl              | 1987  |         |
| Love Don't Live Here Anymore                          | —                      | Miles Gregory                                                                                   | Like a Virgin                | 1984  |         |
| Love Don't Live Here Anymore (remix) †                | —                      | Miles Gregory                                                                                   | Something to Remember        | 1995  |         |
| Love Makes the World Go Round                         | —                      | Madonna Patrick Leonard                                                                         | True Blue                    | 1986  |         |
| Love Profusion †                                      | —                      | Madonna Mirwais Ahmadzaï                                                                        | American Life                | 2003  |         |
| Love Song                                             | Prince                 | Madonna Prince Rogers Nelson                                                                    | Like a Prayer                | 1989  |         |
| Love Spent                                            | —                      | Madonna William Orbit Jean-Baptiste Priscilla Hamilton Alain Whyte Ryan Buendia Michael McHenry | MDNA                         | 2012  |         |
| Love Tried to Welcome Me                              | —                      | Madonna Dave Hall                                                                               | Bedtime Stories              | 1994  |         |
| Lucky Star †                                          | —                      | Madonna ‡                                                                                       | Madonna                      | 1983  |         |

### M
| Chanson                | Autres interprètes | Auteur(s) | Album          | Année | Réf(s). |
| ---------------------- | ------------------ | --- | -------------- | ----- | ------- |
| Masterpiece †          | —                  | Madonna Julie Frost Jimmy Harry                                                                                       | MDNA           | 2012  |         |
| Material Girl †        | —                  | Peter Brown Robert Rans                                                                                               | Like a Virgin  | 1984  |         |
| Me Against the Music † | Britney Spears     | Britney Spears Madonna Christopher "Tricky" Stewart Thabiso "Tab" Nkhereanye Penelope Magnet Terius Nash Gary O'Brien | In the Zone    | 2003  |         |
| Medellín †             | Maluma             | Madonna Mirwais Ahmadzaï Maluma Edgar Barrera                                                                         | Madame X       | 2019  |         |
| Mer Girl               | —                  | Madonna William Orbit                                                                                                 | Ray of Light   | 1998  |         |
| Messiah                | —                  | Madonna Avicii Arash Pournouri Salem Al Fakir Magnus Lidehäll Vincent Pontare                                         | Rebel Heart    | 2015  |         |
| Miles Away †           | —                  | Madonna Timbaland Justin Timberlake Nate Hills                                                                        | Hard Candy     | 2008  |         |
| More                   | —                  | Madonna Patrick Leonard                                                                                               | I'm Breathless | 1990  |         |
| Mother and Father      | —                  | Madonna Mirwais Ahmadzaï                                                                                              | American Life  | 2003  |         |
| Music †                | —                  | Madonna Mirwais Ahmadzaï                                                                                              | Music          | 2000  |         |

### N
| Chanson                  | Autres interprètes              | Auteur(s)                                     | Album          | Année | Réf(s). |
| ------------------------ | ------------------------------- | --------------------------------------------- | -------------- | ----- | ------- |
| A New Argentina          | Jonathan Pryce Antonio Banderas | Tim Rice Andrew Lloyd Webber                  | Evita          | 1996  |         |
| Nobody Knows Me #        | —                               | Madonna Mirwais Ahmadzaï                      | American Life  | 2003  |         |
| Nobody's Perfect         | —                               | Madonna Mirwais Ahmadzaï                      | Music          | 2000  |         |
| Nothing Fails †          | —                               | Madonna Guy Sigsworth Jem Griffiths           | American Life  | 2003  |         |
| Nothing Really Matters † | —                               | Madonna Patrick Leonard                       | Ray of Light   | 1998  |         |
| Now I'm Following You    | —                               | A. Paley Jeff Lass Ned Claflin Jonathan Paley | I'm Breathless | 1990  |         |

### O
| Chanson                                    | Autres interprètes | Auteur(s)                           | Album                 | Année | Réf(s). |
| ------------------------------------------ | ------------------ | ----------------------------------- | --------------------- | ----- | ------- |
| Oh Father †                                | —                  | Madonna Patrick Leonard             | Like a Prayer         | 1989  |         |
| Oh What a Circus                           | Antonio Banderas   | Tim Rice Andrew Lloyd Webber        | Evita                 | 1996  |         |
| On the Balcony of the Casa Rosada (Part 2) | Antonio Banderas   | Tim Rice Andrew Lloyd Webber        | Evita                 | 1996  |         |
| One More Chance †                          | —                  | Madonna David Foster                | Something to Remember | 1995  |         |
| Open Your Heart †                          | —                  | Madonna Gardner Cole Peter Rafelson | True Blue             | 1986  |         |
| Over and Over                              | —                  | Madonna Stephen Bray                | Like a Virgin         | 1984  |         |

### P
| Chanson                 | Autres interprètes | Auteur(s)                    | Album                        | Année | Réf(s). |
| ----------------------- | ------------------ | ---------------------------- | ---------------------------- | ----- | ------- |
| Papa Don't Preach †     | —                  | Madonna Brian Elliot         | True Blue                    | 1986  |         |
| Paradise (Not for Me)   | —                  | Madonna Mirwais Ahmadzaï     | Music                        | 2000  |         |
| Partido Feminista       | —                  | Tim Rice Andrew Lloyd Webber | Evita                        | 1996  |         |
| Peron's Latest Flame    | —                  | Tim Rice Andrew Lloyd Webber | Evita                        | 1996  |         |
| Physical Attraction     | —                  | Reggie Lucas                 | Madonna                      | 1983  |         |
| The Power of Good-Bye † | —                  | Madonna Rick Nowels          | Ray of Light                 | 1998  |         |
| Pretender               | —                  | Stephen Bray                 | Like a Virgin                | 1984  |         |
| Promise to Try          | —                  | Madonna Patrick Leonard      | Like a Prayer                | 1989  |         |
| Push                    | —                  | Madonna Stuart Price         | Confessions on a Dance Floor | 2005  |         |

### Q
| Chanson | Autres interprètes | Auteur(s) | Album | Année | Réf(s). |
| ------- | ------------------ | --------- | ----- | ----- | ------- |

### R
| Chanson        | Autres interprètes                                                       | Auteur(s)                                                                     | Album                     | Année | Réf(s). |
| -------------- | ------------------------------------------------------------------------ | ----------------------------------------------------------------------------- | ------------------------- | ----- | ------- |
| Rain †         | —                                                                        | Madonna Shep Pettibone                                                        | Erotica                   | 1992  |         |
| Rainbow High   | —                                                                        | Tim Rice Andrew Lloyd Webber                                                  | Evita                     | 1996  |         |
| Rainbow Tour   | Antonio Banderas Gary Brooker Peter Polycarpou Jonathan Pryce John Gower | Tim Rice Andrew Lloyd Webber                                                  | Evita                     | 1996  |         |
| Ray of Light † | —                                                                        | Madonna William Orbit Clive Muldoon Dave Curtiss Christine Leach              | Ray of Light              | 1998  |         |
| Rebel Heart    | —                                                                        | Madonna Avicii Arash Pournouri Salem Al Fakir Magnus Lidehäll Vincent Pontare | Rebel Heart               | 2015  |         |
| Rescue Me †    | —                                                                        | Madonna Shep Pettibone                                                        | The Immaculate Collection | 1990  |         |
| Revolver †     | Lil Wayne                                                                | Madonna Dwayne Carter Justin Franks The Jackie Boyz                           | Celebration               | 2009  |         |
| Ring My Bell   | —                                                                        | Madonna Pharrell Williams                                                     | Hard Candy                | 2008  |         |
| Runaway Lover  | —                                                                        | Madonna William Orbit                                                         | Music                     | 2000  |         |

### S
| Chanson               | Autres interprètes                | Auteur(s)                                                                           | Album                        | Année | Réf(s). |
| --------------------- | --------------------------------- | ----------------------------------------------------------------------------------- | ---------------------------- | ----- | ------- |
| S.E.X.                | —                                 | Madonna MoZella Toby Gad Symbolic One Mike Dean Kanye West Tommy Brown              | Rebel Heart                  | 2015  |         |
| Sanctuary             | —                                 | Madonna Dallas Austin Anne Preven Scott Cutler Herbie Hancock                       | Bedtime Stories              | 1994  |         |
| Santa Baby            | —                                 | Joan Javits Philip Springer Tony Springer                                           | A Very Special Christmas     | 1987  |         |
| Secret †              | —                                 | Madonna Dallas Austin                                                               | Bedtime Stories              | 1994  |         |
| Secret Garden         | —                                 | Madonna Andre Betts                                                                 | Erotica                      | 1992  |         |
| Shanti/Ashtangi       | —                                 | Madonna William Orbit                                                               | Ray of Light                 | 1998  |         |
| She's Not Me          | —                                 | Madonna Pharrell Williams                                                           | Hard Candy                   | 2008  |         |
| Shoo-Bee-Doo          | —                                 | Madonna ‡                                                                           | Like a Virgin                | 1984  |         |
| Sing                  | Annie Lennox et d'autres artistes | Annie Lennox                                                                        | Songs of Mass Destruction    | 2007  |         |
| Skin                  | —                                 | Madonna Patrick Leonard                                                             | Ray of Light                 | 1998  |         |
| Sky Fits Heaven #     | —                                 | Madonna Patrick Leonard                                                             | Ray of Light                 | 1998  |         |
| Soltera               | Maluma                            | Madonna Juan Luis Londoño Edgar Barrera Mike Dean Giencarlos Rivera Jonathan Rivera | 11:11                        | 2019  |         |
| Some Girls            | —                                 | Madonna William Orbit Klas Åhlund                                                   | MDNA                         | 2012  |         |
| Something to Remember | —                                 | Madonna Patrick Leonard                                                             | I'm Breathless               | 1990  |         |
| Sooner or Later       | —                                 | Stephen Sondheim                                                                    | I'm Breathless               | 1990  |         |
| Sorry †               | —                                 | Madonna Stuart Price                                                                | Confessions on a Dance Floor | 2005  |         |
| Spanish Eyes          | —                                 | Madonna Patrick Leonard                                                             | Like a Prayer                | 1989  |         |
| Spanish Lesson        | —                                 | Madonna Pharrell Williams                                                           | Hard Candy                   | 2008  |         |
| Spotlight †           | —                                 | Madonna Stephen Bray Curtis Hudson                                                  | You Can Dance                | 1987  |         |
| Stay                  | —                                 | Madonna Patrick Leonard                                                             | Like a Virgin                | 1984  |         |
| Supernatural          | —                                 | Madonna Patrick Leonard                                                             | Face B de Cherish            | 1989  |         |
| Superstar #           | —                                 | Madonna Hardy "Indiigo" Muanza Michael Malih                                        | MDNA                         | 2012  |         |
| Super Pop             | —                                 | Madonna Mirwais Ahmadzaï                                                            | Confessions on a Dance Floor | 2005  |         |
| Survival              | —                                 | Madonna Dallas Austin                                                               | Bedtime Stories              | 1994  |         |
| Swim                  | —                                 | Madonna William Orbit                                                               | Ray of Light                 | 1998  |         |

### T
| Chanson                           | Autres interprètes | Auteur(s)                                             | Album                                       | Année | Réf(s). |
| --------------------------------- | ------------------ | ----------------------------------------------------- | ------------------------------------------- | ----- | ------- |
| Take a Bow (chanson de Madonna) † | —                  | Madonna Babyface                                      | Bedtime Stories                             | 1994  |         |
| Thief of Hearts                   | —                  | Madonna Shep Pettibone Anthony Shimkin                | Erotica                                     | 1992  |         |
| Think of Me                       | —                  | Madonna ‡                                             | Madonna                                     | 1983  |         |
| This Used to Be My Playground †   | —                  | Madonna Shep Pettibone                                | Bande originale d'Une équipe hors du commun | 1992  |         |
| Till Death Do Us Part             | —                  | Madonna Patrick Leonard                               | Like a Prayer                               | 1989  |         |
| Time Stood Still                  | —                  | Madonna William Orbit                                 | Bande son d'Un couple presque parfait       | 1998  |         |
| To Have and Not to Hold           | —                  | Madonna Rick Nowels                                   | Ray of Light                                | 1998  |         |
| True Blue †                       | —                  | Madonna Stephen Bray                                  | True Blue                                   | 1986  |         |
| Turn Up the Radio †               | —                  | Madonna Martin Solveig Michael Tordjman Jade Williams | MDNA                                        | 2012  |         |

### U
| Chanson            | Autres interprètes | Auteur(s)                                          | Album          | Année | Réf(s). |
| ------------------ | ------------------ | -------------------------------------------------- | -------------- | ----- | ------- |
| Unapologetic Bitch | —                  | Madonna Diplo Shelco Garcia Bryan Orellana MoZella | Rebel Heart    | 2015  |         |
| Up Down Suite      | —                  | Madonna Shep Pettibone                             | Face B de Rain | 1992  |         |

### V
| Chanson            | Autres interprètes | Auteur(s)                                                | Album                 | Année | Réf(s). |
| ------------------ | ------------------ | -------------------------------------------------------- | --------------------- | ----- | ------- |
| Veni Vidi Vici     | Nas                | Madonna Diplo MoZella Toby Gad Ariel Rechtshaid Nas      | Rebel Heart           | 2015  |         |
| Verás (You'll See) | —                  | Madonna David Foster Paz Martinez                        | Something to Remember | 1995  |         |
| Voices             | —                  | Madonna Timbaland Justin Timberlake Nate Hills Joe Henry | Hard Candy            | 2008  |         |
| Vogue †            | —                  | Madonna Shep Pettibone                                   | I'm Breathless        | 1990  |         |

### W
| Chanson                         | Autres interprètes | Auteur(s) | Album           | Année | Réf(s). |
| ------------------------------- | ------------------ | --- | --------------- | ----- | ------- |
| Wash All Over Me                | —                  | Madonna Avicii Arash Pournouri Salem Al Fakir Magnus Lidehäll Vincent Pontare Mike Dean Kanye West Tommy Brown | Rebel Heart     | 2015  |         |
| What Can You Lose               | Mandy Patinkin     | Madonna | I'm Breathless  | 1990  |         |
| What It Feels Like for a Girl † | —                  | Madonna Guy Sigsworth David Torn                                                                               | Music           | 2000  |         |
| Where Life Begins               | —                  | Madonna Andre Betts                                                                                            | Erotica         | 1992  |         |
| Where's the Party?              | —                  | Madonna Patrick Leonard Stephen Bray                                                                           | True Blue       | 1986  |         |
| White Heat                      | —                  | Madonna Patrick Leonard                                                                                        | True Blue       | 1986  |         |
| Who's That Girl †               | —                  | Madonna Patrick Leonard                                                                                        | Who's That Girl | 1987  |         |
| Why's It So Hard                | —                  | Madonna Shep Pettibone Anthony Shimkin                                                                         | Erotica         | 1992  |         |
| Words                           | —                  | Madonna Shep Pettibone Anthony Shimkin                                                                         | Erotica         | 1992  |         |

### X
| Chanson          | Autres interprètes | Auteur(s)            | Album         | Année | Réf(s). |
| ---------------- | ------------------ | -------------------- | ------------- | ----- | ------- |
| X-Static Process | —                  | Madonna Stuart Price | American Life | 2003  |         |

### Y
| Chanson                                 | Autres interprètes | Auteur(s)                    | Album                 | Année | Réf(s). |
| --------------------------------------- | ------------------ | ---------------------------- | --------------------- | ----- | ------- |
| You Must Love Me †                      | —                  | Tim Rice Andrew Lloyd Webber | Evita                 | 1996  |         |
| You'll See †                            | —                  | Madonna David Foster         | Something to Remember | 1995  |         |
| Your Honesty                            | —                  | Madonna Dallas Austin        | Remixed and Revisited | 2004  |         |
| Your Little Body's Slowly Breaking Down | Jonathan Pryce     | Tim Rice Andrew Lloyd Webber | Evita                 | 1996  |         |

### Z
| Chanson | Autres interprètes | Auteur(s) | Album | Année | Réf(s). |
| ------- | ------------------ | --------- | ----- | ----- | ------- |